# Montmain (Seine-Maritime)
Montmain is een gemeente in het Franse departement Seine-Maritime (regio Normandië) en telt 1416 inwoners (1999). De plaats maakt deel uit van het arrondissement Rouen.

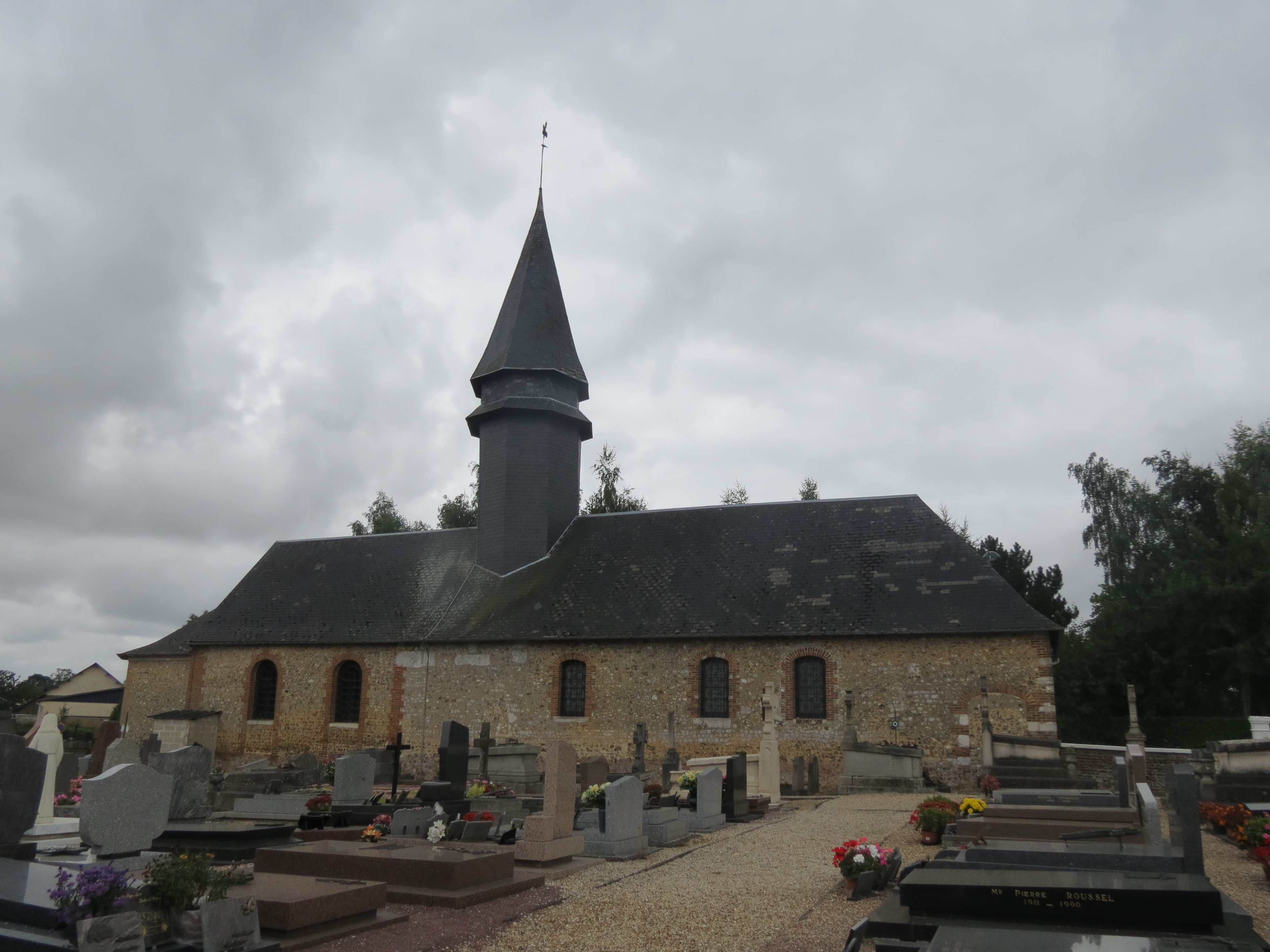
Kerk van St. Nicolas
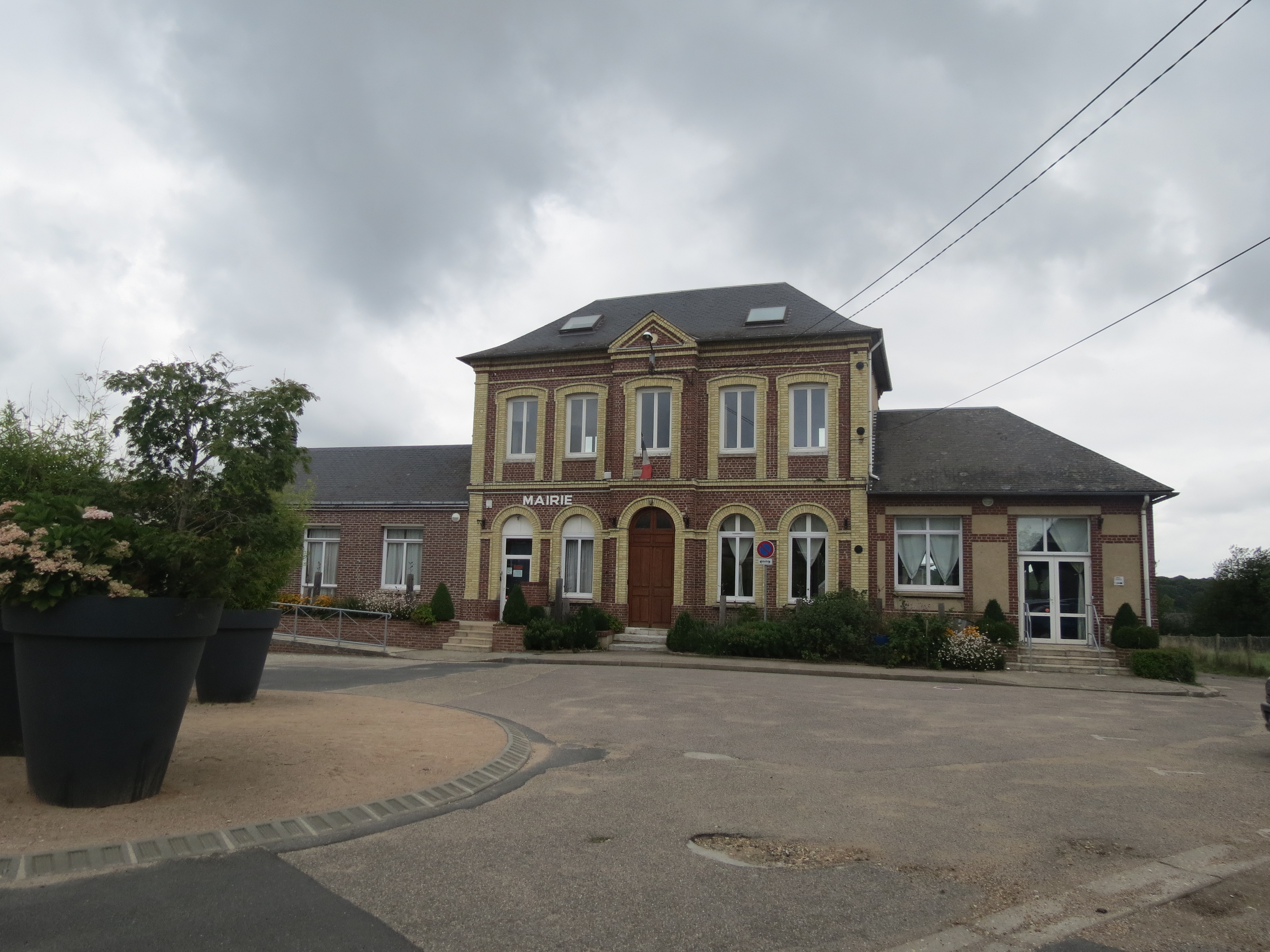
Gemeentehuis

## Geografie
De oppervlakte van Montmain bedraagt 6,0 km², de bevolkingsdichtheid is 236,0 inwoners per km².
De onderstaande kaart toont de ligging van Montmain (Seine-Maritime) met de belangrijkste infrastructuur en aangrenzende gemeenten.

## Demografie
Onderstaande figuur toont het verloop van het inwonertal (bron: INSEE-tellingen).